# 서산향교
서산향교(瑞山鄕校)는 대한민국 충청남도 서산시 동문동에 있는 조선시대의 향교이다. 1997년 12월 23일 충청남도의 기념물 제116호로 지정되었다.

## 개요
향교는 공자와 여러 성현께 제사를 지내고 지방민의 교육과 교화를 위해 나라에서 세운 교육기관이다.
서산향교는 조선 태종 6년(1406)에 서문 밖에 세웠다. 그 뒤 선조 7년(1574)에 군수인 최여림이 지금 있는 자리로 옮겨 세웠다.
향교 안에 있는 건물로는 대성전, 명륜당, 동무, 서무, 동재·서재, 내삼문, 외삼문이 있다. 제사를 지내는 공간인 대성전은 앞면 3칸·옆면 3칸 규모이다. 지붕은 옆면에서 볼 때 여덟 팔(八)자 모양인 팔작지붕으로 꾸몄다. 안쪽에는 공자를 비롯한 중국 유학자 7명과 우리나라 성현 18명 등 25명의 위패를 모시고 있다. 배우는 공간인 명륜당은 앞면 8칸·옆면 2칸 규모로 되어 있다. 명륜당 앞마당에는 조선 정종 때 심었다는 500년 정도 된 은행나무가 있다.

## 같이 보기
- 서산향교 은행나무 - 충청남도 기념물 제173호

## 참고 자료
- 서산향교 - 국가유산청 국가유산포털